# امامزاده عاقب
امامزاده عاقب مربوط به ۱۳۱۵ ه.ق است و در شهرستان جعفرآباد، بخش قاهان، روستای بنابر واقع شده و این اثر در تاریخ ۷ مهر ۱۳۸۱ با شمارهٔ ثبت ۶۵۱۸ به‌عنوان یکی از آثار ملی ایران به ثبت رسیده است.